# Wałerij Porkujan
Wałerij Semenowycz Porkujan, ukr. Валерій Семенович Поркуян, ros. Валерий Семенович Поркуян, Walerij Siemionowicz Porkujan (ur. 4 października 1944 w Kirowohradzie) – ukraiński piłkarz, grający na pozycji napastnika, reprezentant Związku Radzieckiego, trener piłkarski.

## Kariera piłkarska

### Kariera klubowa
Wychowanek Szkoły Piłkarskiej Zirki Kirowohrad (od 1958), skąd w 1962 trafił do drużyny seniorów Zirki. W 1965 bronił barw pierwszoligowego Czornomorca Odessa, a w kolejnym sezonie przeszedł do Dynama Kijów, z którym odnosił największe sukcesy: Mistrzostwo ZSRR w 1966, 1967 i 1968 oraz puchar krajowy w 1966. Po czterech sezonach w Dynamie w 1970 wrócił do Czornomorca Odessa. Dwa lata później został piłkarzem Dnipra Dniepropietrowsk, w którym w wieku 31 lat zakończył karierę piłkarską w 1975.

### Kariera reprezentacyjna
20 lipca 1966 zadebiutował w radzieckiej reprezentacji w rozgrywkach finałowych Mistrzostw Świata w Anglii w spotkaniu z Chile wygranym 2:1, strzelając swoje dwa debiutanckie gole. W następnym meczu Mistrzostw z Węgrami wygranym 2:1, strzelił następnego gola. Ostatnią czwartą bramkę zaliczył w meczu z RFN, przegranym 1:2. Jest jedynym w historii reprezentacji ZSRR piłkarzem, któremu udało się zdobyć 4 gole na Mistrzostwach Świata. Był też powołany do reprezentacji w 1970 na Mistrzostwa Świata w Meksyku. Łącznie zaliczył 8 gier reprezentacyjnych.

## Kariera trenerska
Po zakończeniu kariery zawodniczej był asystentem trenera w klubach Tawrija Symferopol oraz Czornomoreć Odessa. Na stanowisku głównego trenera pracował w latach 1977–1978 w Okeanie Kercz oraz w latach 1983–1993 w Błaho Błahojewe. W latach 1979–1980 był jednym z trenerów szkoły piłkarskiej SKA Odessa. W 1992 pracował jako konsultant w klubie Tiligul Tyraspol. Od 2003 pełni funkcję selekcjonera w Czornomorcu Odessa.

## Sukcesy i odznaczenia

### Odznaczenia
- tytuł Mistrza Sportu Klasy Międzynarodowej: 1966
- tytuł Zasłużonego Mistrza Sportu ZSRR: 1991
- Order „Za zasługi” III klasy: 2004[1].